# Finska mästerskapet i bandy 1973/1974
Finska mästerskapet i bandy 1973/1974 spelades som dubbelserie. Vastus vann mästerskapet. WP -35:s Esko Holopainen vann skytteligan med 31 mål.

## Mästerskapsserien

### Slutställning
| Lag                  | Spelade | Vinster | Oavgjorda | Förluster | Målskillnad | Poäng |
| -------------------- | ------- | ------- | --------- | --------- | ----------- | ----- |
| Veitsiluodon Vastus  | 14      | 13      | 0         | 1         | 109–27      | 26    |
| Warkauden Pallo -35  | 14      | 11      | 0         | 3         | 69–29       | 22    |
| OLS                  | 14      | 9       | 1         | 4         | 68–48       | 19    |
| Lappeenrannan Pallo  | 14      | 6       | 2         | 6         | 50–55       | 14    |
| IFK Helsingfors      | 14      | 6       | 1         | 7         | 39–58       | 13    |
| OPS                  | 14      | 5       | 0         | 9         | 40–62       | 10    |
| Oulun Tarmo          | 14      | 1       | 2         | 11        | 27–70       | 4     |
| Mikkelin Palloilijat | 14      | 1       | 2         | 11        | 35–88       | 4     |

#### Skiljematch för att undvika nedflyttning
| Lag 1                | Resultat | Lag 2       |
| -------------------- | -------- | ----------- |
| Mikkelin Palloilijat | 5–0      | Oulun Tarmo |

Tarmo åkte ur serien. Nykomling blev Borgå Akilles.

## Finska mästarna
Vastus: Seppo Jolkkonen, Eino Silvekoski, Kari Kiviharju, Esko Talma, Juha Eklund, Risto Tammilehto, Pentti Karvo, Pertti Tammilehto, Eero Hamari, Asko Eskola, Eino Keinänen, Timo Sainio, Mauri Kallio, Reijo Kåhlman, Esko Leskinen, Martti Höynälänmaa, Kari Talma.

### Fotnoter
1. ↑  finbandy.fi